# NDUFB4
NDUFB4 (англ. NADH:ubiquinone oxidoreductase subunit B4) – білок, який кодується однойменним геном, розташованим у людей на короткому плечі 3-ї хромосоми.  Довжина поліпептидного ланцюга білка становить 129 амінокислот, а молекулярна маса — 15 209.
| 10         |  | 20         |  | 30         |  | 40         |  | 50         |
| ---------- |  | ---------- |  | ---------- |  | ---------- |  | ---------- |
| MSFPKYKPSS |  | LRTLPETLDP |  | AEYNISPETR |  | RAQAERLAIR |  | AQLKREYLLQ |
| YNDPNRRGLI |  | ENPALLRWAY |  | ARTINVYPNF |  | RPTPKNSLMG |  | ALCGFGPLIF |
| IYYIIKTERD |  | RKEKLIQEGK |  | LDRTFHLSY  |  |            |  |            |

A: Аланін

C: Цистеїн

D: Аспарагінова кислота

E: Глутамінова кислота

F: Фенілаланін

G: Гліцин

H: Гістидин

I: Ізолейцин

K: Лізин

L: Лейцин

M: Метіонін

N: Аспарагін

P: Пролін

Q: Глутамін

R: Аргінін

S: Серин

T: Треонін

V: Валін

W: Триптофан

Кодований геном білок за функцією належить до фосфопротеїнів. 
Задіяний у таких біологічних процесах як транспорт, транспорт електронів, дихальний ланцюг, ацетиляція, альтернативний сплайсинг. 
Локалізований у мембрані, мітохондрії, внутрішній мембрані мітохондрії.